# Fenomenologie
Fenomenologia (din limba greacă: phainómenon și logos = studiul fenomenelor) este un curent filosofic din secolul al XX-lea, care încearcă să descrie structura experienței, așa cum este reprezentată în conștiință, nu ca fapte ci ca esență a lucrurilor (eidos), fără să apeleze la teorii sau la metodele altor discipline, cum ar fi științele naturii.
Fenomenologia  își propune să studieze fenomenele conștiinței prin prisma orientării și conținutului lor, făcând abstracție de omul real, de activitatea lui publică concretă și de mediul social.
Conceptul de fenomenologie apare mai întâi la Hegel, care în 1807 a publicat lucrarea "Phänomenologie des Geistes" ("Fenomenologia spiritului"). Fenomenologia modernă își are rădăcinile în psihologia descriptivă a lui Franz Brentano și se bazează în mare măsură pe concepțiile lui Husserl, expuse mai ales în opera sa capitală, "Ideen zu einer reinen Phänomenologie und phänomenologischen Philosophie" ("Idei pentru o fenomenologie pură și pentru o filosofie fenomenologică", 1913). Fenomenologia a fost mai departe dezvoltată de Martin Heidegger în Germania și de Maurice Merleau-Ponty și Jean-Paul Sartre în Franța, ceea ce a dus la apariția existențialismului.

## Fenomenologia în Filosofie
Fenomenologia în concepția lui Husserl se poate defini ca o metodă "științifică" de gândire transcendentală, prin care să se ajungă la structurile universale ale experienței. Ea propune o înțelegere a lumii lipsită de prejudecățile naturaliste, dominante în epoca respectivă. Husserl se bazează pe principiul de intenționalitate emis de Franz Brentano, care afirmă că particularitatea conștiinței constă în faptul că este totdeauna conștiința a ceva. Se ajunge la diferența între
- noetic, ceea ce ține de actele conștiinței (a crede, a voi, a iubi...) și
- noematic, ceea ce apare în urma actului noetic (ceea ce este crezut, voit, iubit...).

Fenomenologii ilustrează astfel dorința lor de a înțelege fenomenele în expresia lor pură prin fundamentarea relațiilor intenționale. Husserl spera ca prin această metodă să elibereze filosofia de "criza de gândire", care caracteriza începutul secolului al XX-lea.
La început, fenomenologia a preocupat un număr restrâns de filosofi. Principalul continuator al tradiției lui Husserl în Germania a fost Martin Heidegger. În lucrarea sa "Sein und Zeit" ("Ființă și Timp", 1927), consideră filosofia ca o metodă diferită de știință și pune pe primul plan ca disciplină în procesul de cunoaștere Ontologia fenomenologică. Din perspectiva metodologiei transcendentale, Ființa este privită ca un corelat al luării ei ca act de conștiință, fără presupuneri sau judecăți asupra existenței sau non-existenței conținutului conștiinței. În Franța, fenomenologia, prin lucrările lui Merleau-Ponty și Sartre, stă la baza existențialismului.

### Alți exponenți ai fenomenologiei
- Max Scheler
- Alfred Schutz
- Jean-Paul Sartre
- Maurice Merleau-Ponty
- Emmanuel Levinas
- Jan Patocka
- Paul Ricoeur
- Jacques Derrida
- Jean-Luc Marion

## Fenomenologia în Psihologie
Fenomenologia a avut o mare influență asupra psihologiei contemporane și, în mod general, asupra epistemologiei. Pornindu-se de la lucrările lui Ludwig Binswanger, a apărut un nou curent în clinica psihiatrică, și s-a dezvoltat metoda de psihoterapie instituțională (Pierre Fédida). În această direcție sunt de menționat și lucrările lui Marc Richir.

## "Noua Fenomenologie"
"Noua fenomenologie" s-a dezvoltat începând din anul 1960, în urma lucrărilor lui Hermann Schmitz. Noua fenomenolgie pornește de la starea de "uimire afectivă" și se dezvoltă pe experiența de viață la propria ființă. Temele preferate sunt:
- Subiectivitatea
- Experiența de viață între regresie și emancipare personală
- Împăcarea ființei umane cu realitatea sa animală
- Eșuarea spiritului apusean etc.

## Fenomenologia în România

### Societatea Română de Fenomenologie
Un elev al lui Heidegger a fost Alexandru Dragomir. În urma străduințelor lui Cristian Ciocan si Gabriel Cercel, cu ajutorul lui Mihai Șora și Gabriel Liiceanu, în anul 2000 a luat ființă "Societatea Română de Fenomenologie" care, în colaborare cu Facultatea de Filosofie a Universității din București, a organizat în 2002 un "Centru de Studii Fenomenologice", care publică revista Studia Phaenomenologica.
- http://www.phenomenology.ro/
- http://groups.yahoo.com/group/newsletter_of_phenomenology

### CECAF (Centrul de cercetări aplicate în fenomenologie)
În 6 decembrie 2002, cu ocazia colocviului de „Cercetări fenomenologice recente in Cluj”, a fost fondat CECAF (Centrul de cercetări aplicate în fenomenologie) ca instituție de cercetare afiliată Departamentului de filozofie al UBB Cluj-Napoca. Cercetări fenomenologice au fost efectuate în Cluj de aproape 20 de ani. O multitudine de proiecte de cercetare, personale sau colective, s-au derulat în această perioadă. Într-o singura decadă, fenomenologia s-a dezvoltat dintr-o simplă activitate academică orientată spre lectura și recepția scrierilor fenomenologice elementare deschizând cercetări de amploare și elucidări a diverselor domenii ale realității. Această dezvoltare a deschis dialoguri fructuoase cu alte curente filosofice contemporane, cum ar fi postmodernismul, filosofia analitică și hermeneutica, sau cu diverse discipline științifice: sociologia, teoria arhitecturii și urbanismul, psihiatria sau antropologia. Fenomenologii din Cluj au susținut fondarea "Societății române de fenomenologie" (SRF) și au fondat "Asociația română de cercetători francofoni în științele umane" (ARCHES), un spațiu destinat activităților de cercetare conjugate și interdisciplinare desfășurate la nivel național și internațional.

## Articole online
- fr  Cristian CIOCAN, Peut-on faire de la philosophie quand on est privé de liberté ? Le cas roumain : Constantin Noica et Alexandru Dragomir Arhivat în 3 octombrie 2022, la Wayback Machine., apărut în Revista Vox Philosophiae, Volumul I (2009), numărul 1, ISSN 2100-0069.
- ro  Sorin MARICA, Fenomenalizarea transcendenței sensului în analitica existențială heideggeriană, 2003[nefuncțională]
, apărut în Revista Vox Philosophiae, Volumul I (2009), numărul 1, ISSN 2100-0069.